# Fox News Channel
Fox News Channel (FNC), mais conhecido apenas como Fox News, é um canal conservador de notícias americano de televisão a cabo que pertence à Fox Corporation. O canal transmite principalmente a partir de seus estúdios no número 1211 da Avenue of the Americas. O Fox News é fornecido em 86 países ou territórios no exterior em todo o mundo, com transmissões internacionais com segmentos da Fox Extra durante os intervalos comerciais.
O canal foi criado pelo dono de mídia australo-americano Rupert Murdoch para atrair um público conservador, contratando o ex-consultor de mídia do Partido Republicano e executivo da CNBC Roger Ailes como CEO fundador. A Fox News cresceu durante o final dos anos 90 e 2000 para se tornar a rede dominante de notícias por assinatura nos EUA. Em fevereiro de 2015, cerca de 94.700.000 residências nos EUA (81,4% dos assinantes de televisão) receberam a Fox News. Murdoch é o atual presidente executivo e Suzanne Scott é a CEO.
A Fox News tem sido descrita como divulgadora de reportagens tendenciosas em favor do Partido Republicano, das administrações de George W. Bush e Donald Trump e de causas conservadoras, enquanto calunia o Partido Democrata e espalha propagandas nocivas destinadas a afetar negativamente o desempenho eleitoral de seus membros. Os críticos citaram o canal como prejudicial à integridade das notícias em geral. Os funcionários da Fox News disseram que as reportagens operam independentemente de sua opinião e programação de comentários, e negaram o viés nas reportagens, enquanto ex-funcionários disseram que a Fox ordenou que eles "inclinassem as notícias em favor dos conservadores". Durante a presidência de Trump, os observadores notaram uma tendência pronunciada da Fox News para servir como "porta-voz" do governo, fornecendo "propaganda" e um "ciclo de feedback" para Trump, com um estudioso presidencial afirmando: "é o mais próximo que temos de uma TV estatal [nos Estados Unidos]".

## Dados demográficos
Conforme indicado por um artigo do New York Times, com base nas estatísticas da Nielsen, a Fox parece ter uma população demográfica majoritariamente envelhecida. Em 2008, na faixa etária de 25 a 54 anos, a Fox News teve uma média de 557.000 espectadores, mas caiu para 379.000 em 2013, enquanto aumentava sua audiência geral de 1,89 milhão em 2010 para 2,02 milhões em 2013. A idade média do espectador do horário nobre tinha 68 anos em 2015. Um estudo realizado pelo Pew Research Center descobriu que cerca de 60% dos telespectadores da Fox News se identificam como conservadores.
De acordo com uma pesquisa da Gallup de 2013, 94% dos telespectadores da Fox "são ou tendem a se identificar como republicanos". Desde 2017, a Fox News é a líder de audiência entre os canais jornalísticos na TV a cabo nos Estados Unidos.

## Transmissão internacional

Países onde a Fox News é providenciada

A Fox News está disponível internacionalmente através de vários fornecedores, enquanto os segmentos Fox Extra oferecem programação alternativa.